# Sons of Liberty

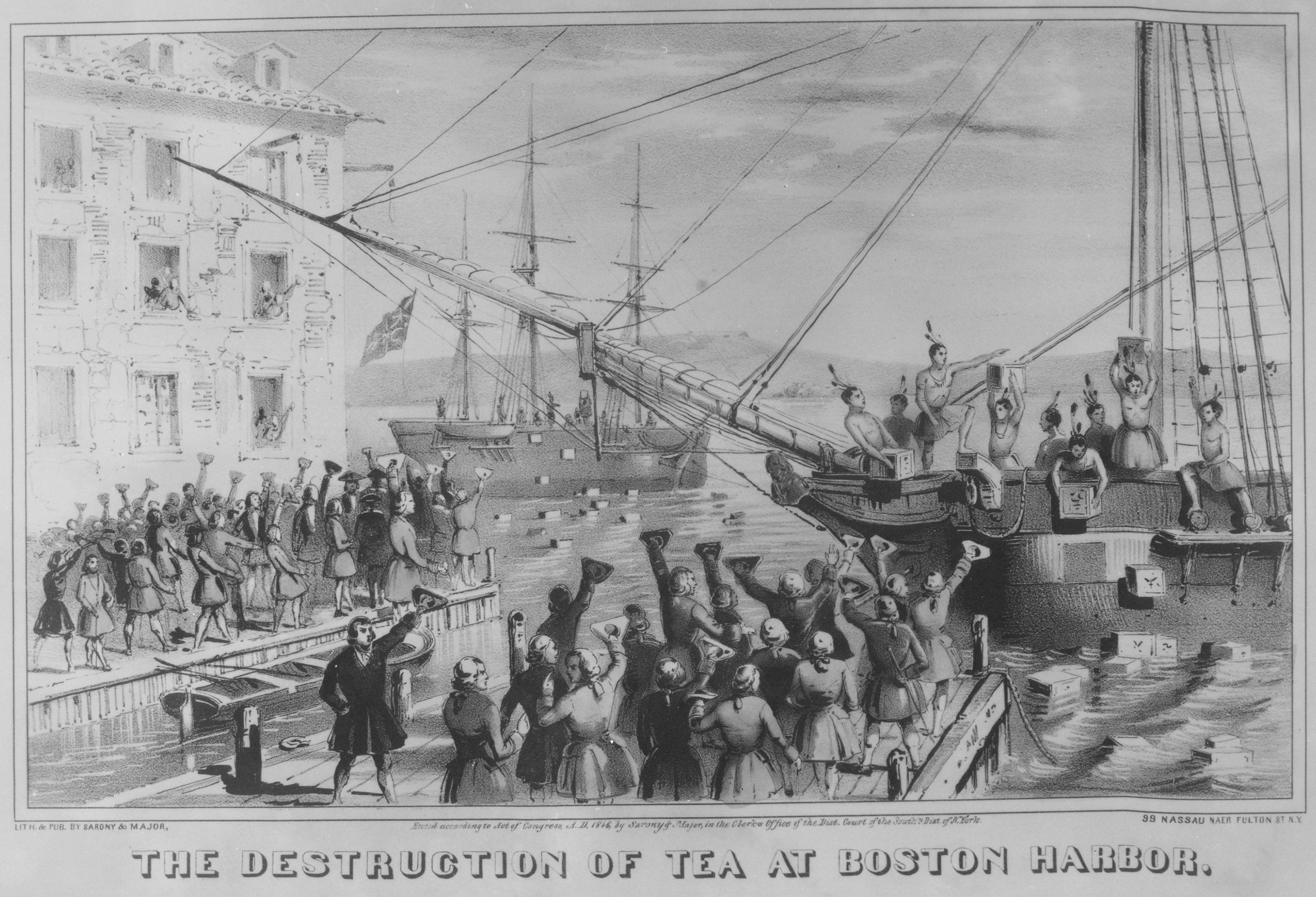
De Boston Tea Party in 1773

De Sons of Liberty (Nederlands: Zonen van de Vrijheid) was een groep Amerikaanse patriottisten die in Brits-Amerika op kwam voor de rechten van de kolonisten tegen de Britse overheid. De Sons of Liberty zijn het bekendst van hun bijdrage aan de Boston Tea Party. Uiteindelijk leidde dit tot het Beleg van Boston en het uitbreken van de Amerikaanse Onafhankelijkheidsoorlog.

## Aanloop
De Franse en Indiaanse Oorlog had het Britse rijk veel geld gekost. Het was daarom op zoek naar extra inkomsten en vond deze in de vorm van nieuwe belastingmaatregelen en importheffingen. De Britse koloniën in Amerika waren daar fel op tegen. Zij eisten bovendien een vertegenwoordiging in het Britse parlement ("No taxation without representation").

## Ontstaan

De vlag van de Sons of Liberty

Vanaf 1764 ontstonden in de belangrijkste Amerikaanse steden geheime genootschappen die de rechten van de koloniën wilden verdedigen. Zij onderhielden onderling contact en noemden zich de Sons of Liberty. Boston kende de Loyal Nine' en de Boston Causus Club die geleid werd door Samuel Adams. Deze en andere groepen gingen op in het grotere geheel van de Sons of Liberty. De naam van de groep komt uit een speech die kolonel Isaac Barré hield voor het Britse parlement. Hij verwees naar de kolonisten en noemde hen "Sons of Liberty". De Corsicaanse strijd van Pasquale Paoli (vanaf 1755) voor vrijheid tegenover hun Genuese bezetters was een inspiratiebron voor de Sons of Liberty.
De leiders van beweging waren met name afkomstig uit de middenklasse. Zij probeerden vooral de massa te beïnvloeden door drukwerk te verspreiden. Ook kozen zij partij tegen bestuurders die te veel de kant kozen van de Britten. Door hun invloed werden die vaak weggestemd, de Sons of Liberty streefden aanvankelijk geen onafhankelijke staat na. Zij spraken herhaaldelijk hun loyaliteit uit naar de Kroon. De Britse autoriteiten moesten niets hebben van het initiatief en verwezen vaak naar de beweging als de "Sons of Violence" of de "Sons of Iniquity".
Het Britse parlement stelde in 1767 de Townshend Act voor. Dit waren invoerrechten op thee, papier, glas, lood en schilderijen. De Sons of Liberty namen maatregelen die leidden tot een zeer effectieve boycot van de import van Britse goederen.
De bijeenkomsten van de verschillende groepen waren vaak gewelddadig. Veel mensen van de lagere klassen waren het eens met de ideeën van de Sons of Liberty, maar wilden meer actie. Verschillende Britse ambtenaren en douane-beambten werden het slachtoffer van de woede van de massa. In New York richtten de Sons of Liberty in 1770 vrijheidspalen op. Toen Britse soldaten deze vrijwel direct neerhaalden leidde dit tot gevechten. Deze gebeurtenis kwam bekend te staan als de Slag om Golden Hill. De Sons of Liberty zat in 1772 ook achter de verbranding van de HMS Gaspée, een Britse schoener.

## Boston Tea Party
De Britse overheid nam in 1773 de Tea Act aan, waardoor de East India Company toestemming kreeg om de koloniën thee te verkopen zonder koloniale invoerrechten te betalen, waardoor zij onder de prijs van de verschillende Amerikaanse smokkelaars konden verkopen.
De schepen met thee werd echter de toegang tot de meeste Amerikaanse havens geweigerd. De grote uitzondering was Boston, waar de gouverneur op de hand van de Company was. Voorbereidingen werden getroffen om de thee aan land te brengen onder dekking van Britse kanonneerboten.
Op 16 december 1773, de nacht voor de thee aan land zou worden gebracht, stormden de Sons of Liberty – een groepje van 60 Bostonians onder leiding van Samuel Adams – vanuit het Old South Meeting House de Griffin's Wharf op, verkleed als Mohawkindianen. In de haven lagen drie theeschepen, de Dartmouth, de Eleanor en de Beaver voor anker. (Een vierde schip, de William, zonk voor de kust van Cape Cod). De Sons of Liberty enterden de schepen en begonnen de lading te vernielen. Tegen negen uur 's avonds hadden ze de gehele lading van 342 kratten (met een toenmalige waarde van ongeveer £10.000) verwoest en in de haven gesmeten met slechts één incident met de bemanning tot gevolg. Ook hadden ze de hoogste onderofficier van ieder schip gedwongen te verklaren dat ze enkel en alleen de thee vernield hadden. Het hele gebeuren was opmerkelijk stil en vredig verlopen.
Deze gebeurtenis zou leiden tot de afsluiting van de haven van Boston. De gevechten die daarop uitbraken waren het begin van de Amerikaanse Onafhankelijkheidsoorlog.

## Einde
In deze oorlog gingen de Sons of Liberty doorgaans op in andere groepen of hielden op te bestaan. Aan het einde van de Onafhankelijkheidsoorlog werd de groep in New York weer nieuw leven ingeblazen. Met Isaac Sears, Marinus Willet en John Lamb aan het hoofd eisten de Sons of Liberty dat Britse Loyalisten het land uit zouden worden gezet. Dit was in tegenspraak met het Verdrag van Versailles. In de latere jaren zouden verschillende groepen de naam overnemen, maar daarbij was nooit sprake van een voortgaande lijn met de oorspronkelijke organisatie.

## Bekende leden
- John Adams
- Samuel Adams
- Benedict Arnold
- Benjamin Edes
- John Hancock
- Patrick Henry
- John Lamb
- William Mackay
- Alexander McDougall
- Hercules Mulligan

- James Otis
- Paul Revere
- Benjamin Rush
- Isaac Sears
- Haym Solomon
- Charles Thomson
- Joseph Warren
- Thomas Young
- Marinus Willett
- Oliver Wolcott